# Harry Potter és a Titkok Kamrája
A Harry Potter és a Titkok Kamrája (eredeti címén Harry Potter and the Chamber of Secrets) J. K. Rowling hétkötetes Harry Potter-sorozatának második része. Angolul 1998-ban, magyarul 2000-ben jelent meg (ISBN 963-8386-94-0).

## A cselekmény
|  | Alább a cselekmény részletei következnek! |

A szünidőt a Dursley családnál töltő Harryt meglátogatja Dobby, egy házimanó, aki figyelmezteti a fiút, hogy halálos veszélynek teszi ki magát, ha visszatér a Roxfort Boszorkány- és Varázslóképző Szakiskola falai közé szeptemberben. Harry ennek ellenére vissza szeretne menni az iskolába, noha a házimanó ezt megpróbálja megakadályozni azzal, hogy az ünnepi pudingot lebegésbűbáj alkalmazásával Dursley-ék vendégének fejére borítja. A fiút Vernon bácsi és Petunia néni elzárják a külvilágtól, berácsozzák az ablakait. Azonban a Weasley testvérek, (Fred, George és Ron) kimenekítik a szorult helyzetéből apjuk repülő Fordjának 
| Luna Lovegood |  |
|               |  |

| Luna Lovegood |  |
|               |  |

segítségével.
Harry a Weasley család lakásában, az Odúban tölti a szünidő maradék részét, ám szeptember elején Hop-porral az Abszol út egyik rossz hírű negyedébe, a Zsebpiszok közbe téved. Miután Hagrid, aki épp meztelencsiga-riasztót vásárol, "kimenti" onnan, a Weasley családdal és Hermionéval folytatja útját, hogy iskolai dolgokat vegyenek. Egy boltban azonban megállnak, ugyanis a nagyképű, ám szívdöglesztő író, Gilderoy Lockhart tart könyvbemutatót. Azonban Draco Malfoy és apja, Lucius Malfoy is feltűnik a boltban, így feszült lesz a légkör a fiatalok között. Harry és Ron később lemarad a többi családtagtól, és – ismét csak Dobby "segítségével" – lekésik a Roxfortba tartó vonatot. Végül a két barát a repülő Forddal jut el az iskolába, ahol a meghibásodott autó a fúriafűznek zuhan. A baleset következtében Ron pálcája eltörik, majd a ramaty állapotban lévő autó magától elindul, és eltűnik Tiltott Rengetegben.
Más gondok is akadnak: Perselus Piton és Minerva McGalagony majdnem kicsapja őket az iskolából, ugyanis az újság szerint több mugli is látta a repülő autójukat. Végül kegyelmet kapnak, így berendezkednek a Griffendél-házban. Az évnyitó ünnepségen Dumbledore bejelenti, Lockhart lett az új Sötét Varázslatok Kivédése tanár. Az év elején rejtélyes módon kővé dermedve találnak Frics macskájára, Mrs. Norrisra, később pedig a Griffendél szellemére, Félig Fej Nélküli Nickre, és egy hugraburgosra Justin Finch-Fletchley-re, majd a fényképezőgépébe szeretett elsősre, Colinra. Az első áldozat melletti falon egy vérrel írt felirat áll: "Feltárult a Titkok Kamrája! Az utód ellenségei reszkessetek!". Harry többször is hall fenyegető hangokat. Binns professzor (a filmben McGalagony) egy órán beszél a Titkok Kamrájáról: állítólag csak Mardekár Malazár utódja nyithatja ki ezt a Roxfortban elrejtett kamrát, ami, ha megtörténik, több mugli származású tanuló is meghalhat.
A griffendélesek megtudják, Draco Malfoy lett a Mardekár új kviddicsjátékosa. Mikor Malfoy sárvérűnek (mugliivadék) nevezi Hermionét, Ron átokkal akar rátámadni, ám az a rossz pálca miatt visszaverődik, így csigákat kezd köpni. Végül Hagridhoz fordulnak segítségért. Az első kviddicsmeccs alkalmával a Griffendél megnyeri a meccset, ám Harry keze eltörik. A gyengélkedőn megjelenik neki Dobby és elárulja: ő intézte el, hogy lekésse a vonatot és hogy baleset érje a meccsen, majd eltűnik. Később, egy Sötét Varázslatok Kivédése órán Harry és Draco párbajban küzd meg egymással, majd miután Draco egy kígyót "varázsol" ellenfele elé, Harry beszélgetni kezd az állattal.
Ezután mindenki azt gondolja, párszaszája miatt Harry az a bizonyos "Mardekár utódja", aki kinyitotta most a Titkok Kamráját. Mindenki elpártol tőle, kivéve néhány tanárt, Ront, Hermionét és Dumbledore-t. Dumbledore egy alkalommal megmutatja neki a főnixmadarát, Fawkest.
Hermione azt gondolja, Draco tudhat valamit a merényletekkel kapcsolatban, így egy tervet eszel ki: egy százfűlé-főzet segítségével mardekáros tanulóként kifaggatják Malfoyt. Egy elhagyatott vécében készítik el az italt, miközben megismerik Hisztis Myrtle-t. Miután elkábították az igazi Crakot és Monstrót, Harry és Ron felveszi azok alakját, ám Hermione nélkül indulnak útnak, ugyanis a lány egy véletlen folytán macskaalakot ölt. A Mardekár klubhelyiségében megtudják Dracótól, hogy nem ő áll a kővé dermesztések mögött, és hogy a Titkok Kamráját régen felnyitották: akkor egy sárvérű meghalt.
Harry talál egy naplót (Voldemort egyik horcruxa - [lásd később]) Myrtle vécéjében. Mikor elkezdi olvasni, egy Tom Denem nevű fiú – a napló tulajdonosa – a múltba repíti. Harry szeme elé tárul néhány főbb esemény: Tom Denem és Dumbledore elődje, Armando Dippet egykori beszélgetéséből megtudja, hogy a Titkok Kamrájából jött szörnyeteg végzett egy diáklánnyal, majd Hagridot vádolták meg a kamra kinyitásával. A jelenben másnap valaki felforgatja a Griffendél klubhelyiségét, és ellopja a naplót.
McGalagony professzor szörnyű dolgot tár Harry és Ron szeme elé: Hermione kővé dermesztett testét. A fiúk Hagrid segítségét kérik, aki a Tiltott Rengetegbe irányítja őket a pókok után, majd felsőbb parancsra a mágiaügyi miniszterrel indul a Minisztériumba. Harry és Ron Agyarral (Hagrid kutyájával) az erdőbe mennek, majd követve a pókokat eljutnak egy óriási méretű pók, Aragog fészkébe. Aragog, Hagrid barátja elárulja nekik, hogy egy baziliszkusz az a bizonyos szörny a kamrában. Csakhogy Aragog tiltakozása nélkül a pókok megtámadják Ronékat, akik segítségére végül a repülő Ford siet és kijuttatja őket a Tiltott Rengetegből. Ezután kinyomozzák: állítólag, ha valaki belenéz a szörny szemébe, azonnal meghal, ám ha nem közvetlenül, akkor "csak" kővé dermed.
Miután ezt megtudták, McGalagony professzornak, a megbízott igazgatónak akartak szólni. De az óra végét jelző csengetés helyett Minerva McGalagony varázslattal felerősített hangja szól, melyben a tanulókat arra kéri, hogy a tanulók haladéktalanul menjenek a hálókörletükbe, a tanárokat pedig arra, hogy rögtön menjenek a tanáriba. Harry és barátja kihallgatja a tanárokat, és mikor megtudják, hogy Ron húgát, Ginnyt is elragadta a baziliszkusz és a kamrába vitte, Ron és Harry elhatározza: megtalálják a kamra bejáratát, és kiszabadítják a lányt. Ehhez Lockhart segítségét kérik, aki ezt visszautasítja, majd megpróbálja kitörölni Harryék emlékezetét. Csakhogy a két fiú lefegyverzi a gyáva férfit, majd elviszik Myrtle mosdójába. Ott a szellemlány (akivel szintén a baziliszkusz szeme "végzett") segítségével rátalálnak a kamra bejáratára.
Miután lejutottak, Lockhart megpróbál elszökni, ám Ron rossz pálcáját használva kitörli a saját emlékezetét. Harry egyedül folytatja útját, így rátalál az ájult Ginnyre, mellette pedig Tom Denemre és a naplójára. Tom elárulja: ő Voldemort nagyúr régi énje és hogy tudtán kívül Ginny írta fel a feliratot a falra, majd lopta el a naplót. Tom ezután előhívja a baziliszkuszt, hogy ölje meg Harryt, ám megjelenik Fawkes, ledobja a Teszleg Süveget, majd megvakítja az óriási kígyót.
A süvegben megjelenik Griffendél Godrik kardja, aminek segítségével Harry végez a szörnnyel. A fiúba azonban beleáll a kígyó egyik méregfoga, amit megragadva leszúrja azt a bizonyos naplót. Tom Denem megsemmisül, Harry sebét pedig Fawkes könnye gyógyítja meg. Az eset után Harry, Ron, Ginny és Lockhart visszatér a Roxfortba a főnix segítségével.
Harry megtudja Dumbledore-tól, hogy Griffendél Godrik kardja csak igazi griffendéles tanulónak jelenhet meg. Az igazgatóiból kilépve Harry egy csellel felszabadítja Dobbyt Lucius Malfoy uralma alól, aki ezért megpróbál átkot szórni a fiúra. Csakhogy ekkor Dobby közéjük lép és egy varázslattal megvédi Harryt. Tanév végén Hagrid visszatér a Roxfortba, minden diák nagy örömére. Hajnalban óriási lakomát csapnak, melyben kihirdetik, hogy ismét a Griffendél nyerte a Házkupát (McGalagony legnagyobb örömére), majd Dumbledore közli a diákokkal, hogy az év végi vizsgák elmaradnak (ennek mindenki örül, kivéve persze Hermionét).
|  | Itt a vége a cselekmény részletezésének! |

## Magyar kiadások
A magyar kiadások Tóth Tamás Boldizsár fordításában, az Animus Kiadó gondozásában jelentek meg. A könyv 4, a hangoskönyv pedig 2 változatban érhető el.
- Harry Potter és a titkok kamrája; ford. Tóth Tamás Boldizsár; Animus, Budapest, 2000

### Könyvkiadások
| Első megjelenés éve | Kiadás             | Megjegyzés                                           |
| ------------------- | ------------------ | ---------------------------------------------------- |
| 2000                | első kiadás        | az amerikai kiadáséval egyező borító                 |
| 2016                | díszkiadás         | exkluzív kivitelű díszkiadás, belső illusztrációkkal |
| 2016                | illusztrált kiadás | Kim Kay illusztrációival                             |
| 2016                | puhakötéses kiadás |                                                      |

### Hangoskönyvek
| Első megjelenés éve | Előadja       | Terjedelem     | Megjegyzés                                                                            |
| ------------------- | ------------- | -------------- | ------------------------------------------------------------------------------------- |
| 2003                | Tóth Barnabás | 11 hangkazetta | a Magyar Vakok és Gyengénlátók Országos Szövetsége (MVGYOSZ) által készített felvétel |
| 2007                | Kern András   | 7 CD           |                                                                                       |